# Frank McCarthy
Pour les articles homonymes, voir McCarthy.
Frank McCarthy est un producteur américain né le 8 juin 1912 à Richmond (Virginie) et mort le 1er décembre 1986 à Los Angeles (Californie).

## Biographie
Après avoir fait ses études au lycée à Richmond, McCarthy entre à l'Institut militaire de Virginie à Lexington, d'où il sort en 1933 sous-lieutenant de réserve.
Il travaille ensuite comme journaliste, puis comme attaché de presse du producteur de théâtre new yorkais George Abbott. Il est même conseiller technique pour l'adaptation de certaines de ses pièces à Hollywwod.
En 1940 il s'engage et entre 1940 et 1941 il travaille dans la division du renseignement du Département de la Guerre des États-Unis. En 1941, il est nommé secrétaire du général George C. Marshall, qu'il va accompagner lors de diverses conférences anglo-américaines (Londres, Casablanca, Alger et Washington) ou anglo-américano-chinoise au Caire. Il est aussi présent aux conférences de Téhéran, de Yalta et Potsdam.
En 1945, il quitte le Ministère avec le grade de Colonel. Il devient alors producteur à Hollywood, d'abord à 20th Century Fox, puis à Universal Studios. En 1951, Le Traître (Decision Before Dawn), un film d'Anatole Litvak qu'il a produit, est nommé pour l'Oscar du meilleur film.
McCarthy passera une vingtaine d'années à travailler sur un film biographique sur le Général George S. Patton. Finalement, ce film (Patton) sortira en 1970, réalisé par Franklin J. Schaffner avec dans le rôle principal George C. Scott et obtiendra l'Oscar du meilleur film (Schaffner gagnant l'oscar du meilleur réalisateur et Scott celui du meilleur acteur, qu'il refusera d'ailleurs). En 1977, il produit MacArthur, le général rebelle avec Gregory Peck.
McCarthy meurt d'un cancer à Woodland Hills (Los Angeles) à 74 ans.

## Filmographie

### Producteur
- 1977 : MacArthur, le général rebelle de Joseph Sargent
- 1970 : Patton de Franklin J. Schaffner
- 1967 : Petit guide pour mari volage de Gene Kelly
- 1953 : Marin du roi de Roy Boulting
- 1951 : Le Traître d'Anatole Litvak

### Conseiller technique
- 1938 : Les Cadets de Virginie de William Keighley

## Distinctions
- Oscars 1952 : Nomination pour l'oscar du meilleur film pour Le Traître (partagé avec A. Litvak)
- Oscars 1971 : oscar du meilleur film pour Patton